# Los dioses rotos
Los dioses rotos es una película cubana del 2008, escrita y dirigida por Ernesto Daranas Serrano. La trama presenta una reflexión en torno a perspectivas éticas y morales de un grupo de personajes pertenecientes a distintos niveles socioculturales, entre quienes las clasificaciones de “positivos” y “negativos” no resultan sencillas de imponer. Drama social, suspense y tragedia comulgan en una historia interesada en resultar amena, universal y consecuente con la realidad a la que se debe.

## Argumento
Laura es una profesora universitaria que investiga sobre el famoso proxeneta cubano Alberto Yarini y Ponce de León, asesinado a balazos por sus rivales franceses que controlaban el negocio de la prostitución en La Habana de comienzos del siglo XX. Interesada en demostrar la vigencia del legendario personaje, se adentra en una de las zonas más complejas de la realidad habanera de hoy. 

## Personajes
| Silvia Águila         | Laura          |
| Carlos Ever Fonseca   | Alberto        |
| Héctor Noas           | Rosendo        |
| Annia Bú Maure        | Sandra         |
| Isabel Santos         | Isabel         |
| Eman Xor Oña          | Basilio        |
| Patricio Wood         | Román          |
| Amarilis Núñez        | Rosa           |
| Mario Limonta         | Lázaro         |
| Kiriam (Jesús Irmino) | Bárbaro (Baby) |
| Idalmis García        | Tamara         |
| Claudia Muñiz         | Karla          |
| Jackie de la Nuez     | Abuelo         |
| Yoel Infante          | Tony           |
| Claudia Valdés        | Muchacha 1     |
| Loliet Valdés         | Muchacha 2     |
| Alexis Martí          | Tati           |
| Pedro Fernández       | Mecánico       |
| Ariam Molina          | Chulo          |
| Yolanda Pujol         | Madre de Román |
| Alfredo Martínez      | Hombre         |
| Jordan Rodríguez      | Chala          |
| Sor Asela             | Monja          |

## Premios y reconocimientos
1. Premio del Público en el 30 Festival de Nuevo Cine Latinoamericano de La Habana, 2008.
2. Premios de la Crítica Cinematográfica y de la Crítica Cultural cubanas en el 30 Festival de Nuevo Cine Latinoamericano de La Habana, 2008.
3. Premio de Cine en Construcción en el Festival de Cine de Gibara, 2008.
4. Seleccionada por la Asociación Cubana de la Prensa Cinematográfica como la mejor película cubana del 2008.
5. Premio Caricato al Mejor Actor en Cine a Héctor Noas, Unión de Escritores y Artistas de Cuba, 2009.
6. Premio de la Asociación Cubana de la Prensa Cinematográfica.